# Барселос, Роналд
Роналд Барселлос Арантес (порт. Ronald Barcellos Arantes; род. 2 марта 2002) — бразильский футболист, вингер клуба «Сентрал Кост Маринерс».

## Клубная карьера
Барселлос — воспитанник клубов «Гремио», СЭР Кашиас, «Ипиранга» и португальского «Портимоненсе». В 2024 году игрок был включён в заявку на сезон последних. В том же году Баоселлос был арендован австралийским «Сентрал Кост Маринерс». 27 января в матче против «Брисбен Роар» он дебютировал в A-Лиге.